# Tadeusz Sivert

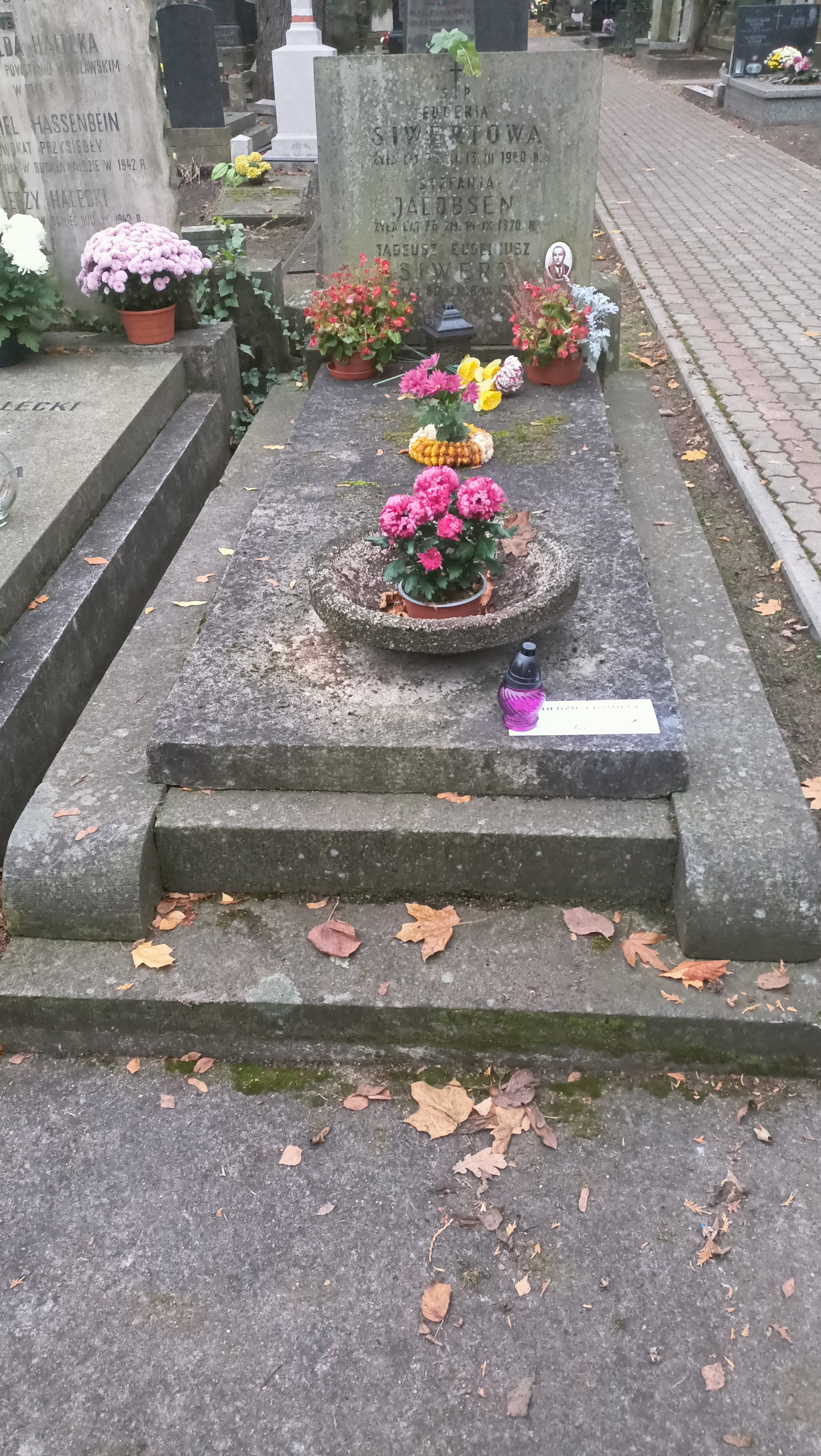
Grób Tadeusza Siwerta na cmentarzu Powązkowskim w Warszawie

Tadeusz Sivert, właśc. Tadeusz Eugeniusz Siwert ps. „Sigma” (ur. 19 kwietnia 1906 w Warszawie, zm. 8 grudnia 1995, tamże) – polski historyk teatru i edytor.

## Życiorys
W 1925 ukończył naukę w Gimnazjum Wojciecha Górskiego w Warszawie, następnie studiował polonistykę i romanistykę na Uniwersytecie Warszawskim oraz filologię francuską i historię sztuki na Sorbonie w Paryżu (1927–1928). W 1931 ukończył studia na Uniwersytecie Warszawskim, w 1933 zaś studia w Wyższej Szkole Muzycznej im. F. Chopina, uzyskując dyplom z gry na fortepianie oraz śpiewu. Podczas studiów był akompaniatorem Chóru Revellersów.
Od 1931 pracował jako nauczyciel języka polskiego i francuskiego w Gimnazjum im. W. Górskiego, a także w latach 1937–1939 w Gimnazjum dla Dorosłych „Wytrwałość”. W 1939 obronił pracę doktorską pt. Aleksander Niewiarowski. Monografia – praca nie przetrwała wojny. W tym samym roku nagrał płytę gramofonową z pieśniami polskich kompozytorów.
Po wybuchu II wojny światowej przeniósł się do Białegostoku, gdzie pracował jako nauczyciel w Instytucie Muzycznym. W 1940 przeniósł się do Warszawy, gdzie organizował tajne nauczanie w Gimnazjum im. W. Górskiego. W trakcie wojny przeniósł się na prowincję dalej ucząc i dyrygując w chórze kościelnym.
Po zakończeniu działań wojennych zamieszkał w Łodzi, gdzie uczył w Gimnazjum im. T. Kościuszki oraz publikował recenzje muzyczne w „Głosie Robotniczym” (1945–1947) i „Dzienniku Łódzkim” (1947–1948) oraz recenzje książek w „Poloniście” (od 1946). Następnie podjął pracę jako starszy asystent i adiunkt na Uniwersytecie Łódzkim (1946–1950). W latach 1947–1950 wykładał na Państwowej Wyższej Szkoły Teatralnej w Łodzi (1947–1950). W 1947 ponownie doktoryzował się broniąc pracę pt. Twórczość dramatyczna Staffa (promotor Konrad Górski) na Uniwersytecie Mikołaja Kopernika w Toruniu. W latach 1947–1949 był redaktorem i publicystą „Łodzi Teatralnej”, a także publikował na łamach „Prac Polonistycznych”.
W 1949 zamieszkał ponownie w Warszawie, gdzie pracował w Studium Teatrologicznym, a następnie został kierownikiem Pracowni Teatru Polskiego w Państwowym Instytucie Sztuki (późn. Instytut Sztuki PAN). Ponadto wykładał na wydziale dziennikarstwa i na polonistyce na Uniwersytecie Warszawskim i na Państwowej Wyższej Szkole Teatralnej w Warszawie (1950–1968). Od 1952 publikował na łamach „Pamiętnika Teatralnego”, a w latach 1953–1956 także na łamach „Przeglądu Kulturalnego”. W 1955 uzyskał stopień docenta w oparciu o pracę pt. Dramat mieszczański epoki pozytywizmu warszawskiego. Był redaktorem serii IS PAN „Studia z Dziejów Teatru w Polsce”, „Studia i Materiały do Dziejów Teatru Polskiego” i „Repertuar Teatrów w Polsce”. W 1964 otrzymał nominację na profesora nadzwyczajnego. W latach 1968–1969 wykładał na Wydziale Wokalistyki w Państwowej Wyższej Szkole Muzycznej w Warszawie.
Był sekretarzem generalnym Towarzystwa Polonistów RP (od 1937) oraz członkiem Związku Nauczycielstwa Polskiego (od 1937), Stowarzyszenia Polskich Artystów Muzyków (od 1959), Międzynarodowego Instytutu Teatralnego (1963), Rady Naukowej IS PAN oraz do Komitetu Nauk o Sztuce (od 1962) Towarzystwa Naukowego Warszawskiego (od 1982).

### Życie prywatne
Był synem urzędnika – Józefa Siverta i Eugenii z domu Kamińskiej. Należał do warszawskiego środowiska homoseksualistów o intelektualnych i artystycznych zainteresowaniach. Został pochowany na Cmentarzu Powązkowskim w Warszawie (kwatera: P, rząd: 6, miejsce:31).

## Odznaczenia
- Złoty Krzyż Zasługi (1955),
- Krzyż Kawalerski Orderu Odrodzenia Polski (1977),
- Złota Odznaka ZNP (1979),
- Medal Komisji Edukacji Narodowej (1979),
- Złota Odznaka Honorowa „Za Zasługi dla Warszawy”[2].

## Publikacje
- Mickiewicz na scenie. Warszawa 1955
- „Niemcy” Leona Kruczkowskiego. Warszawa: PZWS 1965
- Melpomena polska na paryskim bruku. Teatralia polskie we Francji w XIX w. [Współaut.:] Z. Markiewicz. Warszawa: PWN 1973
- Polacy w Paryżu. Z dziejów polskiego życia kulturalnego w Paryżu na przełomie XIX i XX wieku. Warszawa: PWN 1980
- Teatry warszawskie w latach 1865–1890. W: „Dzieje teatru polskiego”. T. 3. „Teatr polski od 1863 roku do schyłku XIX wieku”. Warszawa 1982
- Les oeuvres de Henryk Sienkiewicz sur les scènes de Paris au début du XXe siècle. Warszawa: PWN 1988
- Warszawskie Teatry Rządowe w latach 1890–1900; Teatry prywatne i subwencjonowane w latach 1890–1900. W: „Dzieje teatru polskiego”. T. 4.
- Teatr polski w latach 1890–1918. Warszawa 1988
- „Łódź Teatralna” Leona Schillera. (1946–1949). Zarys monograficzny. Wrocław: Ossolineum 1991[2].